# Philodromus tuvinensis
Philodromus tuvinensis là một loài nhện trong họ Philodromidae.
Loài này thuộc chi Philodromus. Philodromus tuvinensis được miêu tả năm 2008 bởi Szita & Dmitri Viktorovich Logunov.